# Mimosa barnebiana
Mimosa barnebiana là một loài thực vật có hoa trong họ Đậu. Loài này được Fortunato & Tressens miêu tả khoa học đầu tiên năm 1989.